# ジ・アセンブルド・マルティテュード
ジ・アセンブルド・マルティテュード (The Assembled Multitude) は、1970年にアメリカ合衆国ペンシルベニア州フィラデルフィアで音楽プロデューサーのトム・セラーズ (Ton Sellers) が組織した器楽アンサンブル。グループ名は、「多数のものから組み立てられた大きなもの」といった意味。マルティテュードは、1970年に、セルフタイトル・アルバムをアトランティック・レコードからリリースしたが、このアルバムには、「ウッドストック」、「オハイオ (Ohio)」、「MacArthur Park」、「シンガロング・ジャンク」、「ホワイル・マイ・ギター・ジェントリー・ウィープス」や、ザ・フーのアルバム『トミー』の「Overture」を編曲したものなどが収められていた。このうち「Overture」は、ビルボード誌のポップ・シングル・チャートで全米16位まで上昇した。
音楽プロデューサーとしてのセラーズは、ジ・アセンブルド・マルティテュード以外では大した成功を収めることはないまま、1988年3月に住宅の火災で死去した。
このアンサンブルに参加していたミュージシャンの多くは、このアルバムが録音された、シグマ・サウンド・スタジオ (Sigma Sound Studios) の常連であった。彼らは後にフィラデルフィア・ソウルのバックボーンとなり、ケニー・ギャンブル、レオン・ハフ、トム・ベル (Thom Bell) といったプロデューサーたちの下で、オージェイズ、ビリー・ポール、スタイリスティックス、ハロルド・メルヴィン&ザ・ブルー・ノーツといったアーティストたちと仕事をするようになっていった。

## おもなシングル
- Overture From "Tommy" (1970) US #16
- ウッドストック (Woodstock) (1970) US #79
- Medley From Superstar (1971) US #95
- Theme From "Cosmosx (Heaven And Hell) (1981)